# Nematocera
Los nematóceros (Nematocera) son un suborden de dípteros que se caracterizan por presentar largas antenas filiformes, multisegmentadas, frecuentemente plumosas en los machos. En este grupo se incluyen la mayoría de los dípteros conocidos de forma general como mosquitos.
El suborden Nematocera es uno de los dos subórdenes clásicos de dípteros junto con Brachycera, pero la mayoría de los autores considera que es un grupo parafilético, que reúne familias que han conservado características primitivas de este orden.  Algunos autores intentan solucionar el problema dividiendo a los nematóceros en el suborden Archidiptera (familia Nymphomyiidae, también situados como suborden Blephariceromorpha) y el suborden Eudiptera, pero este último sigue siendo parafilético. Como su filogenia sigue en discusión, es conveniente seguir utilizando el grupo Nematocera hasta que esta se asiente un poco más.

## Taxonomía
La clasificación tradicional de los nematóceros incluye treinta y cinco familias repartidas en siete infraórdenes:

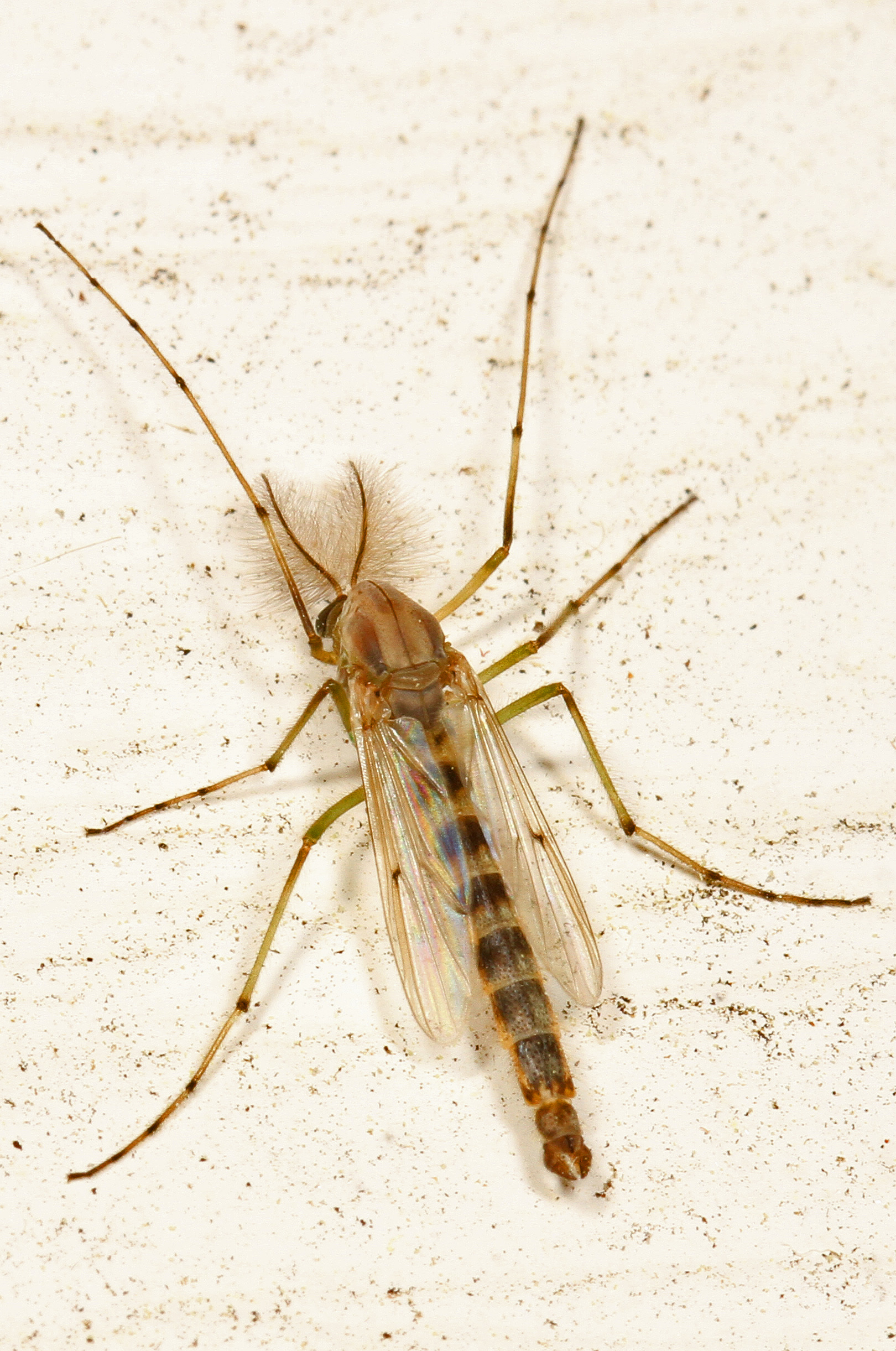
Chironomus, Chironomidae

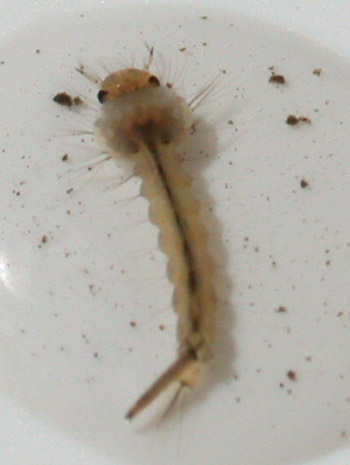
Larva de mosquito, Culicidae

- Infraorden Tipulomorpha

Familia Cylindrotomidae
Familia Limoniidae
Familia Pediciidae
Familia Tipulidae
- Infraorden Psychodomorpha

Familia Canthyloscelidae
Familia Perissommatidae
Familia Psychodidae
Familia Scatopsidae
Familia Trichoceridae
- Infraorden Ptychopteromorpha

Familia Ptychopteridae
Familia Tanyderidae
- Infraorden Culicomorpha

Familia Ceratopogonidae
Familia Chaoboridae
Familia Chironomidae
Familia Corethrellidae
Familia Culicidae
Familia Dixidae
Familia Simuliidae
Familia Thaumaleidae
- Infraorden Blephariceromorpha

Familia Blephariceridae
Familia Deuterophlebiidae
Familia Nymphomyiidae
- Infraorden Bibionomorpha

Familia Anisopodidae
Familia Bibionidae
Familia Bolitophilidae
Familia Cecidomyiidae
Familia Diadocidiidae
Familia Ditomyiidae
Familia Hesperinidae
Familia Keroplatidae
Familia Lygistorrhinidae
Familia Mycetophilidae
Familia Pachyneuridae
Familia Rangomaramidae
Familia Sciaridae
- Infraorden Axymyiomorpha

Familia Axymyiidae